# Angie (chanson)
Pour les articles homonymes, voir Angie.
Singles de The Rolling Stones
Happy
(1972) Doo Doo Doo Doo Doo (Heartbreaker)
(1973)
Pistes de Goats Head Soup
Doo Doo Doo Doo Doo (Heartbreaker) Silver Train
Angie est une chanson des Rolling Stones parue en 1973 sur l'album Goats Head Soup. Sortie en single en août 1973, elle se classe numéro 1 des ventes aux États-Unis et dans plusieurs autres pays, et numéro 5 au Royaume-Uni. Elle reste l'une des ballades les plus connues du groupe, souvent interprétée en concert depuis 1982.
Diverses interprétations de la chanson la considèrent comme adressée à Angela Barnett, l'épouse du chanteur David Bowie, ou à Anita Pallenberg, la compagne de Keith Richards. Ce dernier a déclaré qu'Angie est le diminutif du second prénom de sa fille Dandelion-Angela, née en 1972,. Cette chanson, qui parle d'une rupture douloureuse, est en fait à double sens ; elle a été écrite par Keith Richards alors en pleine cure de désintoxication à l'héroïne, comme il l'écrit lui-même dans ses mémoires.

## Musiciens
- Mick Jagger : chant
- Keith Richards : guitare
- Mick Taylor : guitare
- Charlie Watts : batterie
- Bill Wyman : basse
- Nicky Hopkins : piano
- Nicky Harrison[4] : arrangements des cordes

## Reprises
- Womack & Womack sur l'album Love Wars (1983)
- La Ley sur l'album Doble Opuesto (1990)
- Tori Amos sur l'EP Crucify (1992)
- Lassigue Bendthaus sur l'album Pop Artificielle (1999)
- Stereophonics en face B du single Hurry Up and Wait (1999)
- Sammy Kershaw sur l'album Stone Country: Country Artists Perform the Songs of the Rolling Stones (2001)
- Passenger sur l'album Sunday Night Sessions (2017)